# 1824
- Wikisource

| Calendário gregoriano                                                        | 1824 MDCCCXXIV                      |
| Ab urbe condita                                                              | 2577                                |
| Calendário arménio                                                           | 1273 – 1274                         |
| Calendário bahá'í                                                            | -20 – -19                           |
| Calendário budista                                                           | 2368                                |
| Calendário chinês                                                            | 4520 – 4521 Início a 31 de janeiro  |
| Calendário copta                                                             | 1540 – 1541                         |
| Calendário etíope                                                            | 1816 – 1817                         |
| Calendários hindus - Vikram Samvat - Calendário nacional indiano - Cáli Iuga | 1879 – 1880 1745 – 1746 4924 – 4925 |
| Calendário Holoceno                                                          | 11824                               |
| Calendário islâmico                                                          | 1240 – 1241                         |
| Calendário judaico                                                           | 5584 – 5585                         |
| Calendário persa                                                             | 1202 – 1203 Início a 21 de março    |
| Calendário rúnico                                                            | 2074                                |
| Calendário solar tailandês                                                   | 2367                                |

1824 (MDCCCXXIV, na numeração romana) foi um ano bissexto do século XIX do actual Calendário Gregoriano, da Era de Cristo, e as suas letras dominicais foram D e C (53 semanas), teve início a uma quinta-feira e terminou a uma sexta-feira.
| Ano completo                           |
| -------------------------------------- |
| Ano bissexto com início à quinta-feira |

## Eventos
- Jöns Jacob Berzelius isola o elemento químico zircónio.
- Nomeação de Manuel Vieira de Albuquerque Touvar no cargo de capitão-general dos Açores, foi o 9º capitão-general.
- Portugal - Alvará de D. João VI que autoriza o funcionamento da Fábrica da Vista Alegre, nos arredores da actual cidade de Ílhavo.
- Reino Unido - A primeira espécie de dinossauro é descrita: Megalosaurus bucklandi, um carnívoro de 9 metros.

### Março
- 5 de março - Primeira Guerra Anglo-Birmanesa: os britânicos declaram oficialmente guerra à Birmânia.
- 8 de março - Chega ao fim o Cerco de Montevidéu (1823–1824), localidade que era o último foco da resistência armada portuguesa à independência do Brasil em território brasileiro, marcando de forma técnica, o fim da Guerra da Independência do Brasil.
- 25 de março - O imperador Dom Pedro I outorga a Primeira Constituição do Brasil.

### Abril
- 30 de abril - D. Miguel e a sua mãe, a rainha Carlota Joaquina, encabeçam uma revolta gorada que recebeu o nome de Abrilada.

### Maio
- 3 de maio - Chegam em Nova Friburgo, RJ os primeiros colonos alemães.

### Julho
- 18 de julho - Desembarcam em Porto Alegre os primeiros 39 colonos alemães do Rio Grande do Sul.
- 25 de julho - Instalam-se às margens do Rio dos Sinos, na Feitoria, hoje São Leopoldo.

### Setembro
- 16 de setembro - Frei Caneca se esconde no município de Abreu e Lima (Povoado de maricota), derrotado na Confederação do Equador

## Nascimentos
- 21 de janeiro - Stonewall Jackson, militar dos Estados Unidos, foi um dos principais oficiais das Forças Armadas confederadas durante a Guerra da Secessão (m. 1863).
- 7 de fevereiro - William Huggins, astrônomo britânico (m. 1910).
- 15 de fevereiro - Marie Duplessis, amante de Alexandre Dumas, filho (m. 1847).
- 5 de março - Francisco Alves da Silva Taborda, actor (teatro) português (m. 1909).
- 12 de março - Gustav Kirchhoff, físico alemão (m. 1887).
- 17 de abril - Aniceto Arce Ruiz, presidente da Bolívia de 1888 a 1892 (m. 1906).
- 6 de maio - Tokugawa Iesada, Xogum japonês (m. 1858)
- 8 de maio - Carlos de Morais Camisão, Coronel brasileiro na guerra do Paraguai (m. 1867).
- 23 de maio - Ambrose Burnside, general norte-americano (m. 1881).
- 26 de junho - William Thomson, médico e engenheiro irlandês (m. 1907).
- 28 de junho - Paul Broca, antropólogo francês (m. 1880).
- 12 de julho - Eugène Boudin, pintor francês (m. 1898).
- 18 de setembro — Yechiel Michel Pines, rabino, escritor e sionista russo (m. 1913).
- 14 de dezembro - Pierre Puvis de Chavannes, pintor francês (m. 1898).

## Mortes
- 26 de fevereiro - Théodore Géricault, pintor francês (nascido em 1791).
- 21 de fevereiro - Eugène de Beauharnais, filho Joséphine de Beauharnais (nascido em 1781).
- 19 de abril - Lord Byron, poeta inglês (nascido em 1788).
- 16 de junho - Charles-François Lebrun, duc de Plaisance, Terceiro Cônsul da France (nascido em 1739).
- 16 de setembro - Luís XVIII da França (nascido em 1755).
- 9 de dezembro - Anne-Louis Girodet (ou Anne-Louis Girodet de Roussy-Trioson), pintor romântico francês (n. 1767)
- 25 de dezembro - Barbara Juliane von Vietinghoff, baronesa de Krüdener, mística russa (nascida em 1764).

## Por tema
- 1824 no Brasil
- 1824 na ciência
- 1824 na literatura
- 1824 na música